# Гелселар
Гелселар (нід. Gelselaar) — село в нідерландській провінції Гелдерланд. Входить до муніципалітету Беркелланд. Перша згадка про населений пункт датується 1326 роком.

## Галерея

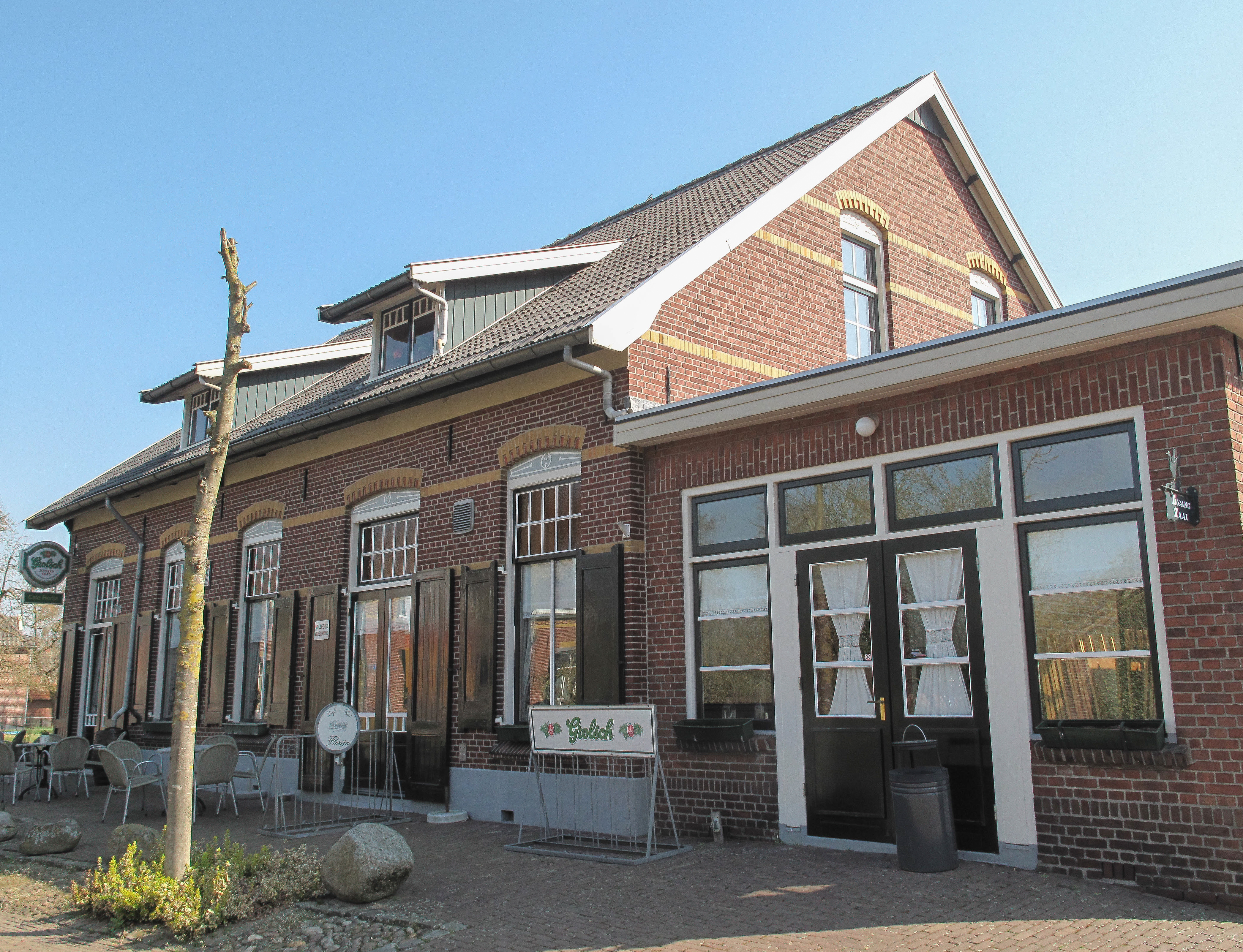
Паб у селі
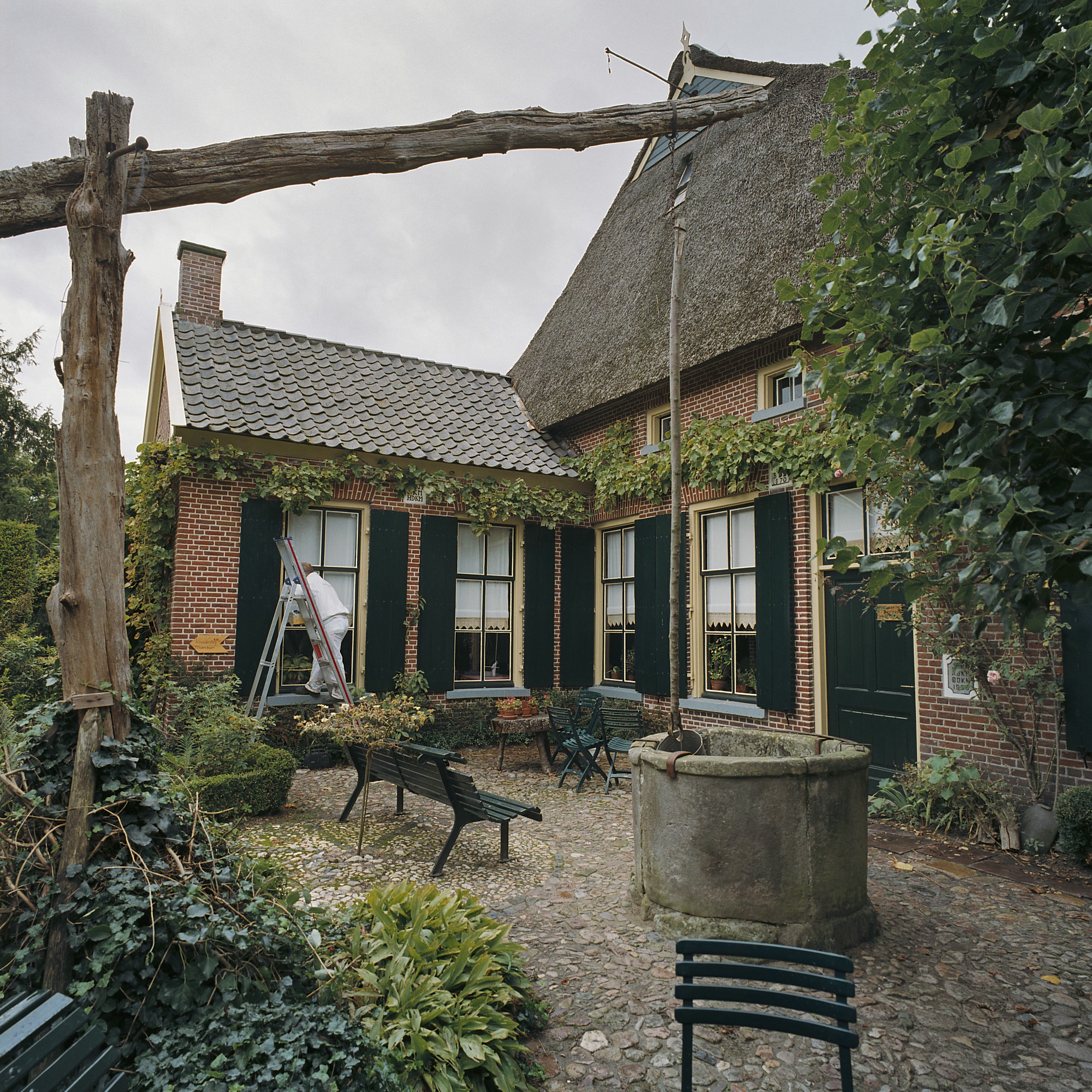
Ферма з колодязем
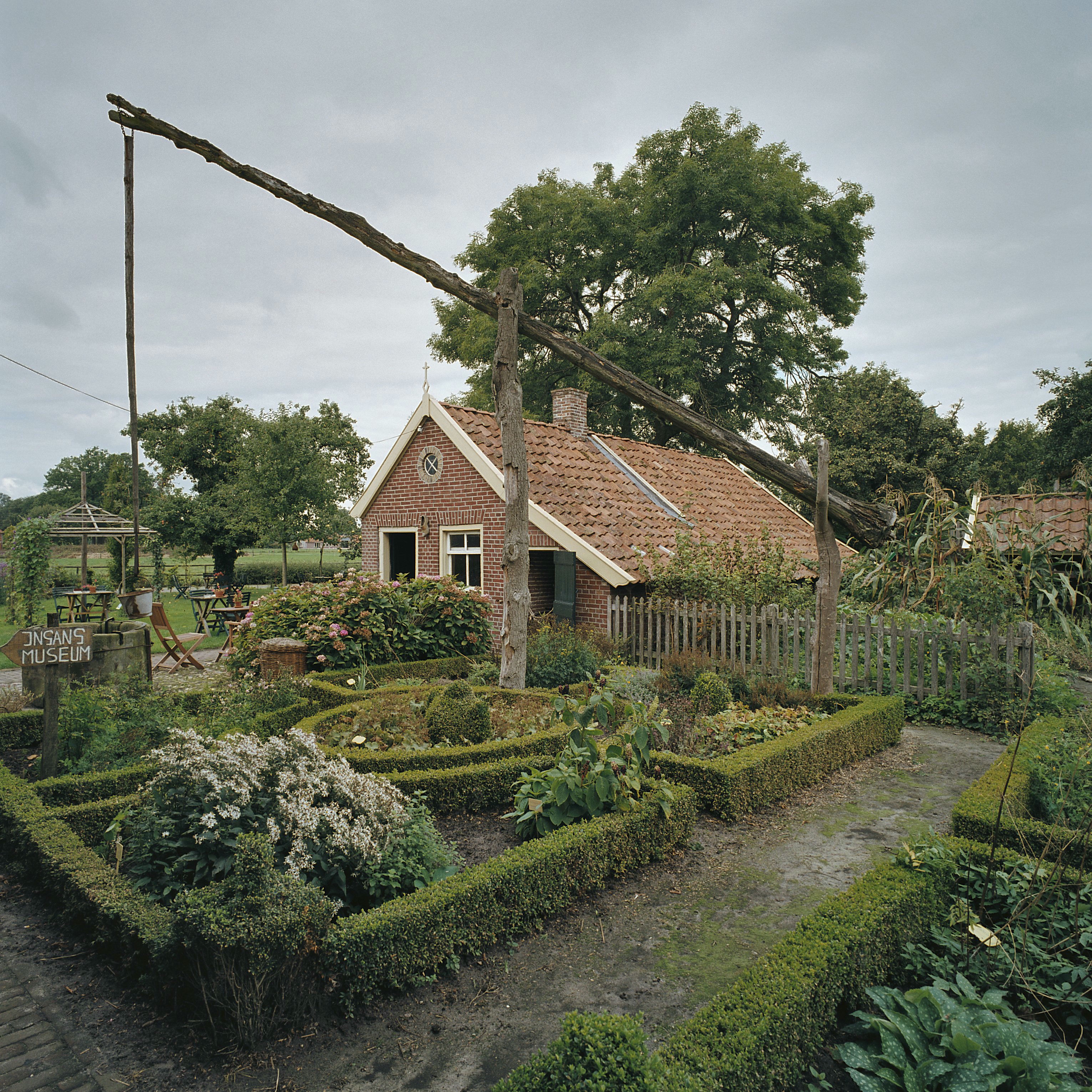
Ферма-музей
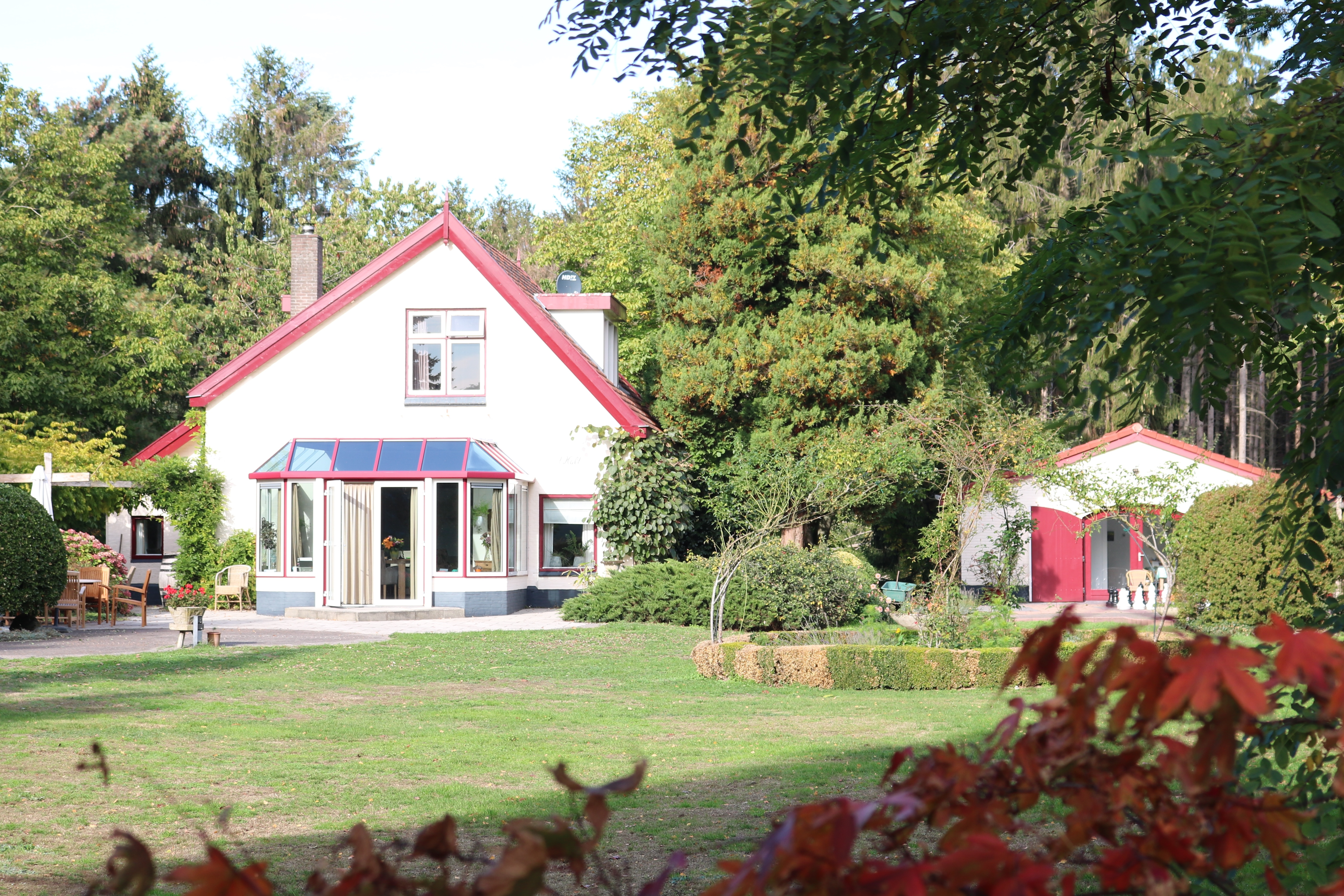
Колишня залізнична станція